# Krężnica Jara
Krężnica Jara [krɛ̃ʐˈnit͡sa ˈjara] es un pueblo ubicado en el distrito administrativo de Gmina Niedrzwica Dużun, dentro del Condado de Lublin, Voivodato de Lublin, en Polonia oriental. Se encuentra aproximadamente a 8 kilómetros al noreste de Niedrzwica Dużun y a 13 kilómetros al suroeste de la capital regional Lublin.
El pueblo tiene una población de 1,100 habitantes.